# 龙蒂尼翁
龙蒂尼翁（法語：Rontignon，法語發音：[ʁɔ̃tiɲɔ̃]）是法国大西洋比利牛斯省的一个市镇，位于该省东部，属于波城区。

## 地理
龙蒂尼翁（43°15'42"N, 0°19'47"W）面积7.06 平方千米，位于法国新阿基坦大区大西洋比利牛斯省，该省份为法国东南部省份，涵盖了贝阿恩与北巴斯克，西临大西洋比斯開灣，北至朗德省，东北接热尔省，东临上比利牛斯省，南与西班牙接壤。
与龙蒂尼翁接壤的市镇（或旧市镇、城区）包括：阿雷西、博斯达罗斯、热洛斯、梅永、纳尔卡斯泰特、于佐斯。

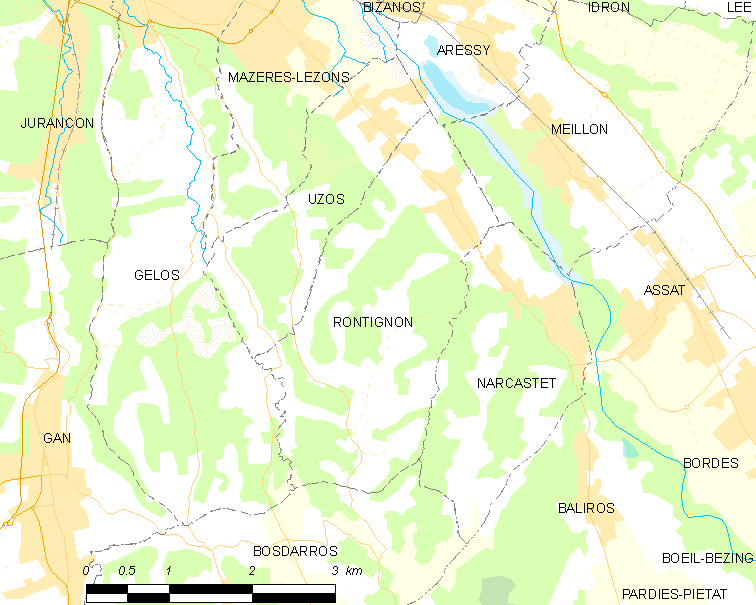
龙蒂尼翁的OSM定位图

龙蒂尼翁的时区为UTC+01:00、UTC+02:00（夏令时）。

## 行政
龙蒂尼翁的邮政编码为64110，INSEE市镇编码为64467。

## 政治
龙蒂尼翁所属的省级选区为乌佐姆河、激流与内兹河岸县。

## 人口

1962-2008年间龙蒂尼翁人口变化图示

龙蒂尼翁于2022年1月1日时的人口数量为868人。